# 福重出口

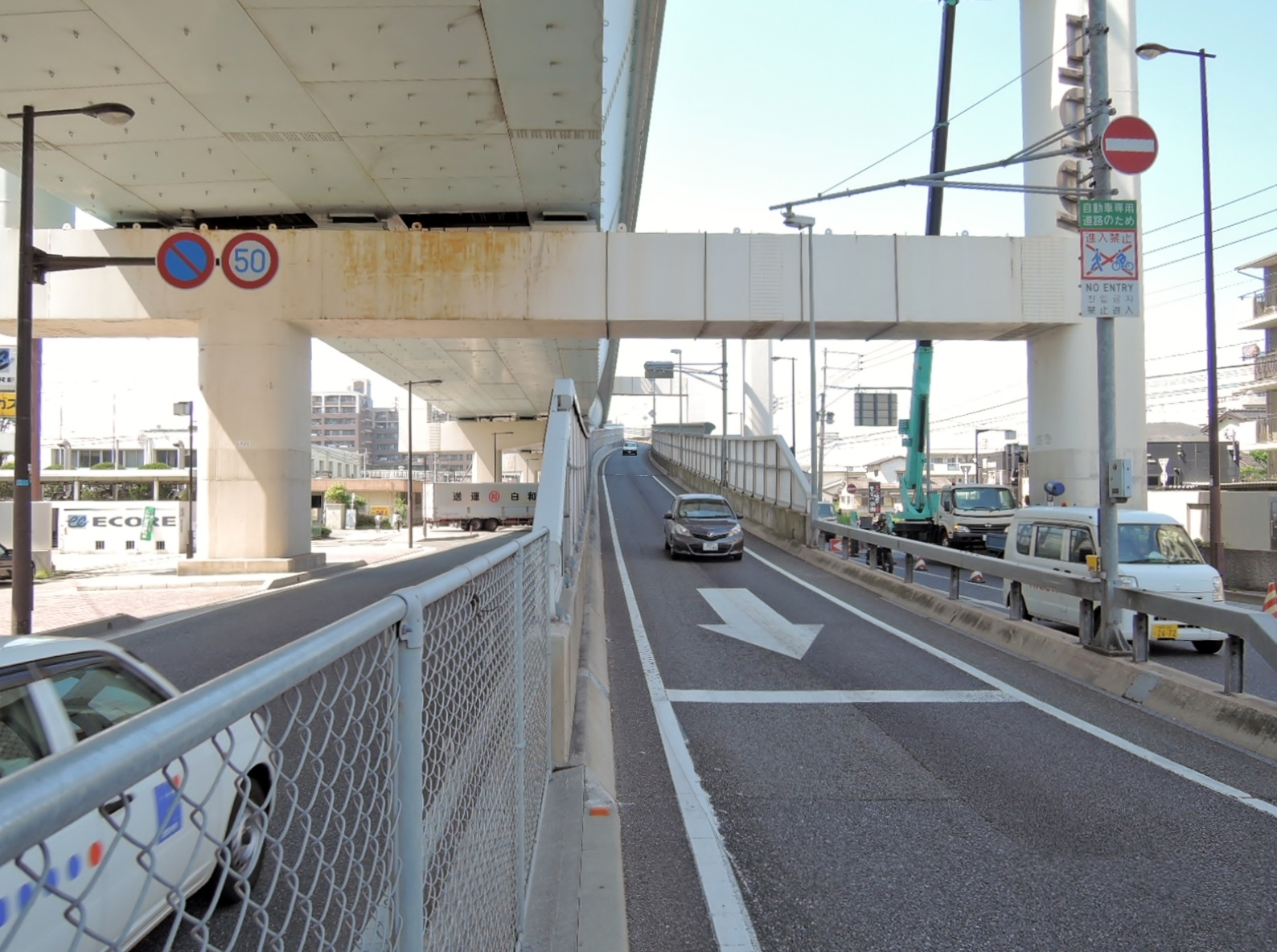
天神方面から来る車両の出口。右は合流する一般道路。左は対応する天神方面への石丸入口につながる一般道路

福重出口（ふくしげでぐち）は福岡県福岡市西区にある福岡高速道路環状線の出口。このランプと対応する入口は石丸入口である。

## 周辺
- 白十字病院（旧・福岡市中央卸売市場西部市場跡地）
- 白十字リハビリテーション病院（2021年までは上記白十字病院が立地）
- 福岡西郵便局
- MEGAドン・キホーテ福岡福重店

## 注意点
このランプは福重JCT・前原IC方面からは利用出来ない。

## 隣
福岡高速環状線
福重JCT - (115)石丸入口/福重出口 - (114)姪浜出入口